# 馬利奇夫齊
48°59′50″N 27°46′25″E / 48.99722°N 27.77361°E
馬利奇夫齊（烏克蘭語：Мальчівці），是烏克蘭的村落，位於該國西南部文尼察州，由日梅林卡區負責管轄，始建於十七世紀，面積268.4平方公里，海拔高度317米，2001年人口594，人口密度每平方公里20.63人。